# Karakelong
Karakelong (Karakelang, Pulau Karakelong) ist die größte Insel der indonesischen Talaudinseln.

## Geographie

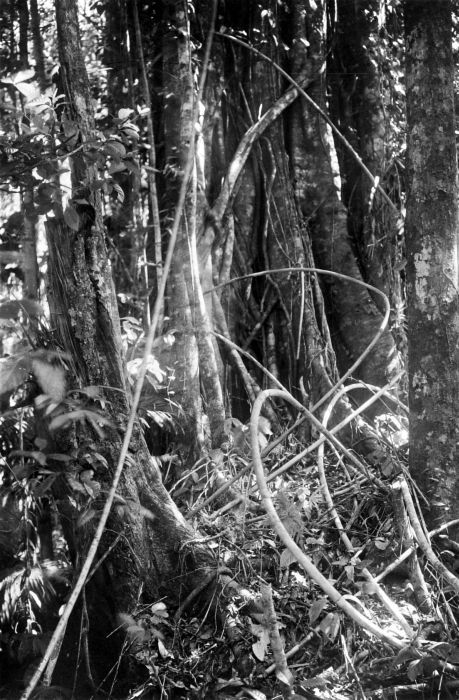
Großer Feigenbaum (1926)

Die Talaudinseln liegen nordöstlich von Sulawesi und bilden den Regierungsbezirk Talaud der Provinz Nord-Sulawesi (indonesisch Sulawesi Utara). Zwischen den Talaudinseln und Sulawesi liegen die Sangihe-Inseln. Nordöstlich von Karakelong liegen etwas abseits die Nanusa-Inseln, südwestlich Karakelong vorgelagert die Inseln Salibabu und Kaburuang.
Hauptort des Regierungsbezirks ist Melonguane im Südwesten von Karakelong. In ihm lebten 2010 etwa 1600 Menschen. Etwas nördlich davon befindet sich der Ort Niampak (500 Einwohner). Weitere Ortschaften sind im Norden Essang (400 Einwohner) und Gemeh (600 Einwohner), Beo (1000 Einwohner) an der Westküste und an der Ostküste Rainis (700 Einwohner).
Karkelong ist etwa 970 km² groß. Der höchste Berg ist 650 m hoch. Neben der Küstenvegetation und Plantagen finden sich auf der Insel auch Buschland und Dschungel.

## Fauna

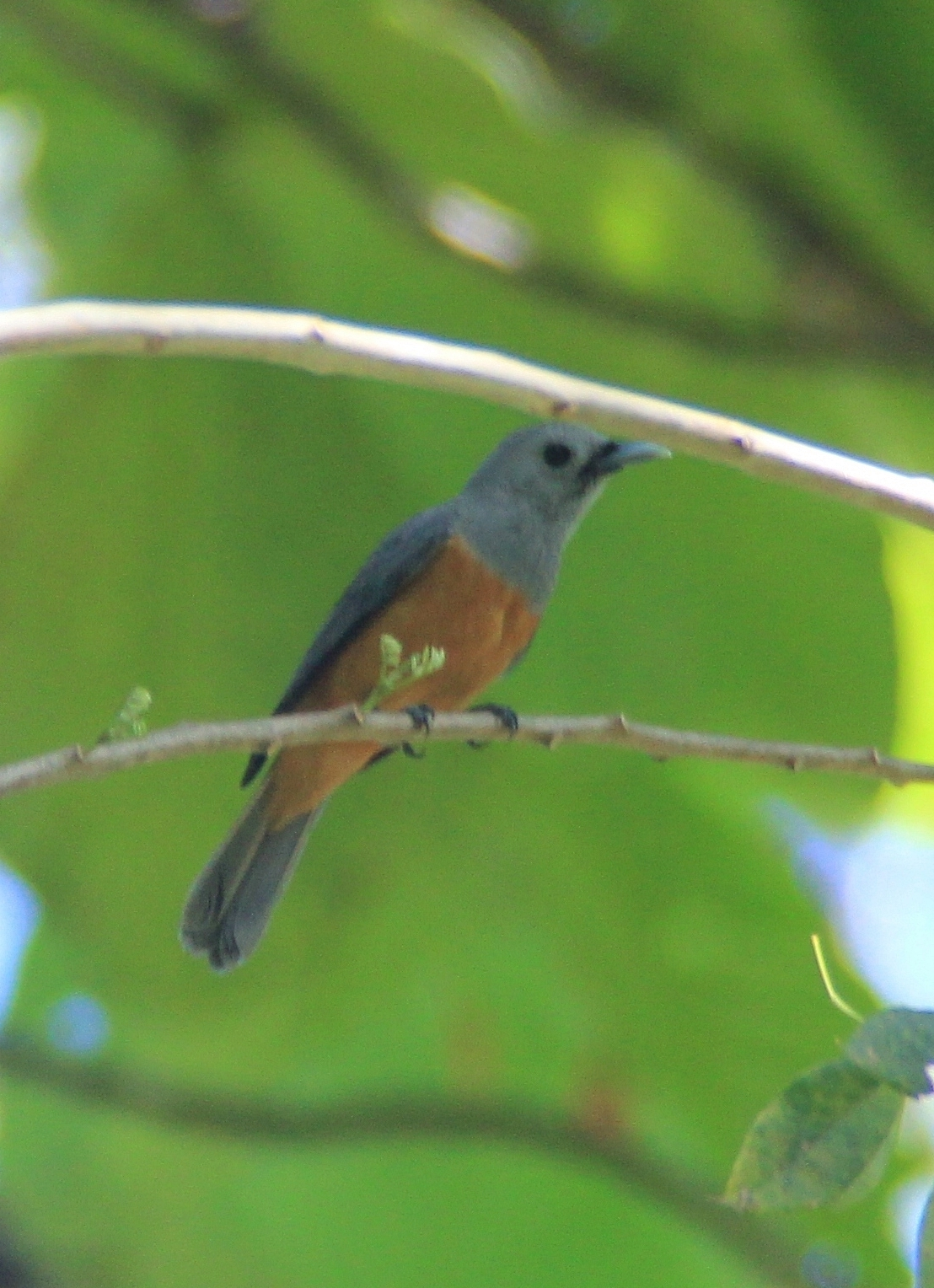
Graukopf-Monarch (Monarcha cinerascens) von Karakelong

Erst Ende des 20. Jahrhunderts „entdeckte“ der Ornithologe Frank Lambert auf Karakelong die der Wissenschaft bisher unbekannten Karakelong-Kielralle (Amaurornis magnirostris) und Talaudinselralle (Gymnocrex talaudensis). Ebenfalls endemisch sind hier der Diademlori (Eos histrio) und der Talaud-Flughund. Eine weitere Verbreitung hat die Südasiatische Wasserfledermaus. Weitere hier heimische Vogelarten sind zum Beispiel der Mönchs-Raupenfänger (Edolisoma tenuirostre), der Zimt-Paradiesschnäpper (Terpsiphone cinnamomea), der Graukopf-Monarch (Monarcha cinerascens) und der Talautliest (Todiramphus enigma). Zu den Pazifik-Boas gehört die hier heimische Candoia paulsoni.

## Einwohner
Die Mehrheit der Einwohner sind protestantische Christen. Die einheimische Sprache Talaud wird zu den malayo-polynesischen Sprachen gezählt.

## Geschichte
Historische Funde gab es in den Höhlen der Insel. In der Balangingi-Höhle (indonesisch Leang Balangingi) entdeckte man über 2000 Tonscherben, grüne und rote Glasperlen und Fragmente aus Bronze und Kupfer. Radiokarbonuntersuchungen von Holzkohle am Fundort ergaben ein Alter von etwa 950 Jahren.

## Wirtschaft und Verkehr
Melonguane verfügt über einen Flughafen, den Flughafen Melonguane.